# Dertienhoek

Regelmatige dertienhoek.

Een dertienhoek of tridecagoon (ook: triskaidecagoon) is een figuur met dertien hoeken en dertien zijden. Een regelmatige dertienhoek is een regelmatige veelhoek met {\displaystyle n=13} zijden. De hoeken van een regelmatige dertienhoek zijn:
{\displaystyle \alpha ={\frac {(n-2)}{n}}\cdot 180^{\circ }={\tfrac {11}{13}}\cdot 180^{\circ }\approx 152{,}3076923^{\circ }}
De oppervlakte {\displaystyle A} voor een regelmatige dertienhoek wordt gegeven door de volgende formule (met {\displaystyle a} de lengte van een zijde):
{\displaystyle A={\tfrac {13}{4}}a^{2}\cot {\frac {\pi }{13}}\approx 13{,}1858\,a^{2}}